# Edmund Sendlewski
Edmund Sendlewski (* 10. Dezember 1911 in Berlin; † 20. September 1978 ebenda) war ein deutscher Politiker (CDU).
Edmund Sendlewski besuchte die Humboldt-Oberrealschule in Berlin-Tegel und schloss sie mit der Obersekundareife ab. Er wurde Mitglied des Bundes Neudeutschland, des Windthorstbundes und der deutschen Kolpingfamilie. Ab 1927 machte er eine handwerkliche Ausbildung, um Gewerbeschullehrer zu werden. Er studierte ab 1932 an der Deutschen Hochschule für Politik. 1939 wurde Sendlewski von der Wehrmacht eingezogen und geriet zuletzt in amerikanische Kriegsgefangenschaft.
Nach dem Zweiten Weltkrieg wurde Sendlewski 1946 Betriebsleiter und trat der CDU bei. Bei der Berliner Wahl 1950 wurde er in die Bezirksverordnetenversammlung im Bezirk Reinickendorf gewählt. Bei der Wahl 1958 wurde er in das Abgeordnetenhaus von Berlin gewählt, dem er bis 1967 angehörte.